# Mikkere, Malavalli
Mikkere là một làng thuộc tehsil Malavalli, huyện Mandya, bang Karnataka, Ấn Độ.